# Жежмаряй
Жежмаряй (лит. Žiežmariai, рос. Жижморы) — місто Кайшядориського району Каунаського повіту Литви.

## Географія
Знаходиться в 6 км на південь від міста Кайшядорис, на південь від шосе «Вільнюс—Каунас». Місто має статус окремого муніципального утворення, адміністративний центр Жежмяряйського староства.

## Історія
Вперше про Жежмаряй згадується у 1348 році в описах хрестових походів. У ХІХ столітті під Жежмаряєм відбулась битва при Стреві Великого князівства Литовського з хрестоносцями.
У 1950-1955 роках Жежмаряй був центром Жежмарського району.
У 1487 році вперше згадується садиба Жежмаряй. Через кілька десятиліть побудована католицька церква та створена школа.
В історичній літературі існує думка, що місту було надано Магдебурзьке право в 1522 або у 1567 роках.
У XVI столітті місто почало швидко зростати через важливість торгового шляху Вільнюс-Каунас. У 1580 році Жежмаряй двічі пережив пожежу. На початку Великої Північної війни місто було спустошене шведами, занурившись в епідемію чуми.
У 1792 місто отримало міські права та герб. В результаті сутички міщан на святкуванні отримання прав, права були відібрані та знову відновлені у 1795 році.
На початку ХІХ століття місто було спустошене у результаті Наполеонівських війн.
Після Першої світової війни поблизу Жежмаряй відбувся бій, у якому литовська армія зупинила більшовиків від вторгнення в Каунас. Місто постраждано також під час Другої світової війни, після завершення якої місто знову починає зростати.
15 травня 1958 року знову здобуло міські права. За радянських часів тут було розбито садівництво Кайшядорис, яке мало найбільші квіткові насадження у Литві (300 га, що приносили понад мільйон квітів на рік).
У 1997 році у Жежмаряй була створена фабрика з виготовлення соку.
У 1998 році був затверджений нинішній герб.
Стара частина міста має статус «міського пам'ятника». У місті розташована церква святого апостола Якова (побудована у 1924 році), рідкісна дерев'яна синагога, пам'ятник свободи, Жежмаряйська середня школа, школа-дитсадок, пошта, лісне господарство (в селі Трилішкес, бібліотека (з 1940 року), філіал Кайшядорської художньої школи. До наших днів збереглась садиба Жежмаряй. На півдні міста протікає річка Стрева.

## Населення
| Динаміка населення з 1865 по 2015                                                                      |       |          |          |      |      |          |          |          |
| 1865*                                                                                                  | 1894* | 1970пер. | 1979пер. | 1981 | 1987 | 1989пер. | 2001пер. | 2011пер. |
| 1210                                                                                                   | 2616  | 1734     | 2622     | 2900 | 3500 | 3523     | 3884     | 3607     |
| 2015                                                                                                   | -     | -        | -        | -    | -    | -        | -        | -        |
| 3400                                                                                                   | -     | -        | -        | -    | -    | -        | -        | -        |
| - * відповідно до року виходу енциклопедії. Рік, за який дані містяться в енциклопедії, не вказується. |       |          |          |      |      |          |          |          |
| Гістограма динаміки населення                                                                          |       |          |          |      |      |          |          |          |